# Kieś (stacja kolejowa)
Kieś (łot. Cēsis) – stacja kolejowa w miejscowości Kieś, w gminie Kieś, na Łotwie. Położona jest na linii Ryga - Valga.

## Historia
Stacja powstała w 1889 wraz z uruchomieniem Kolei Pskowsko-Ryskiej. Początkowo nosiła nazwę Wenden (ros. Венденъ; łot. Vendene) od poprzedniej nazwy miasta. W 1919 zmieniono jej nazwę na obecną.

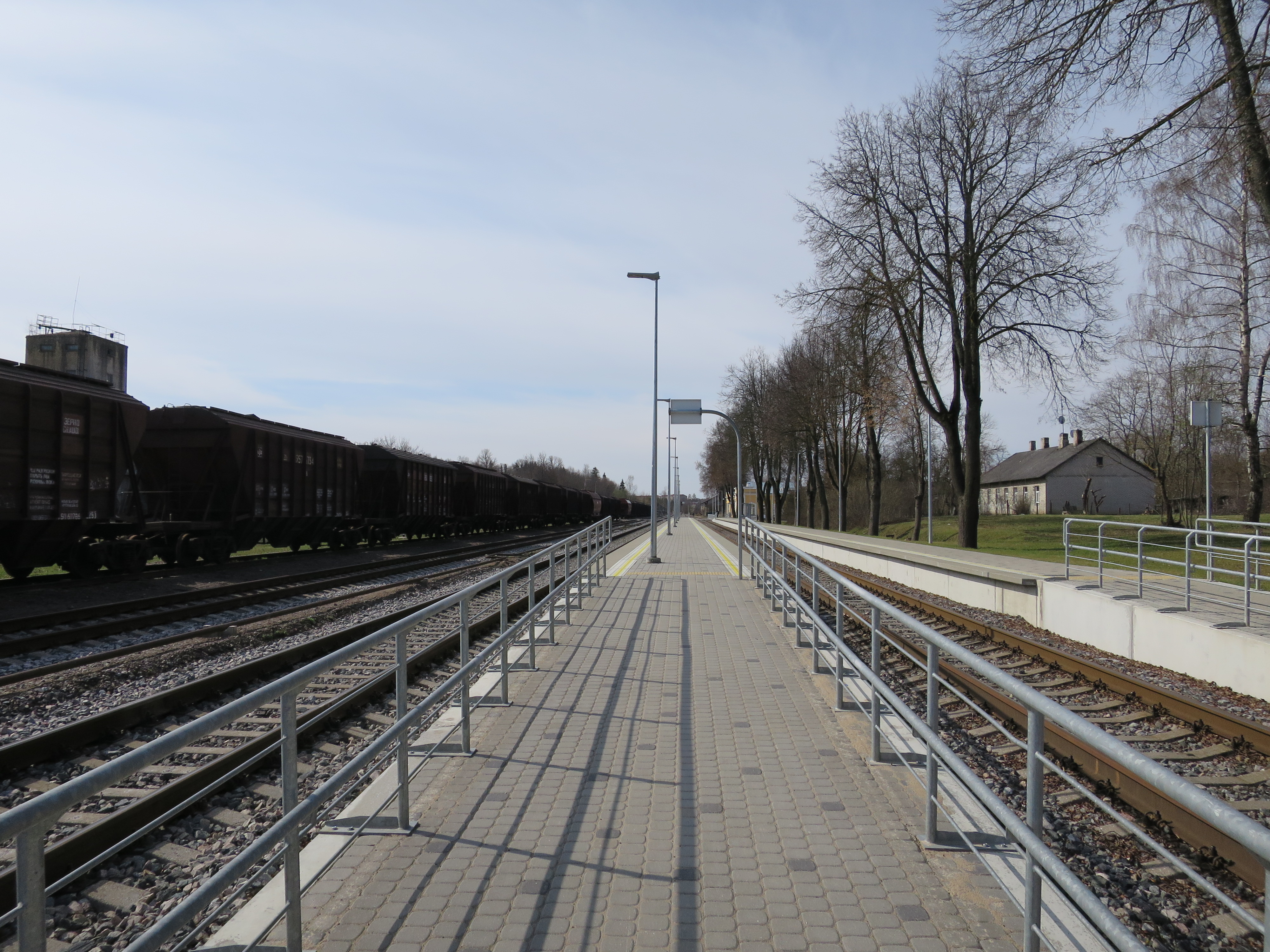
Widok na perony
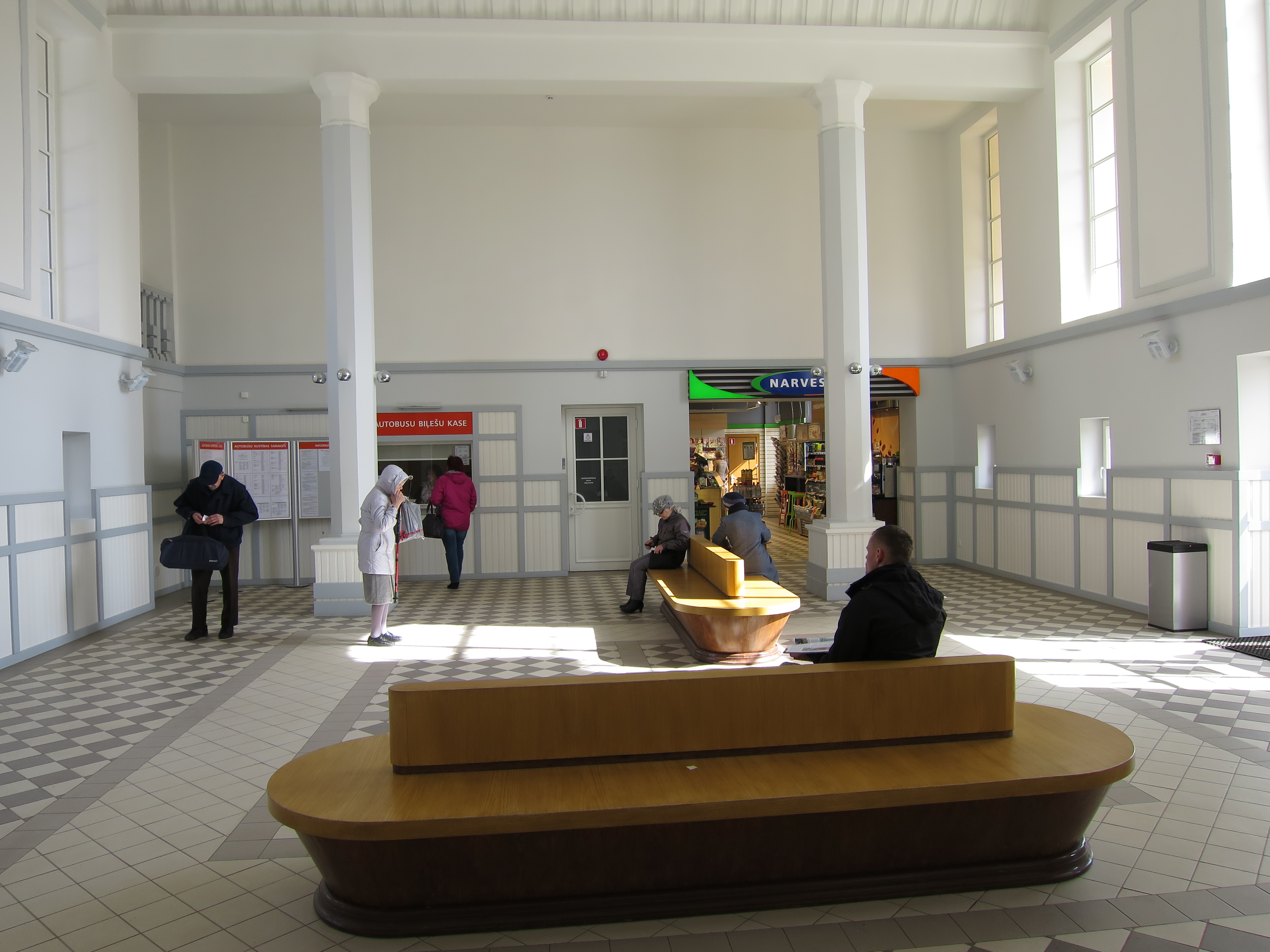
Wnętrze budynku dworcowego
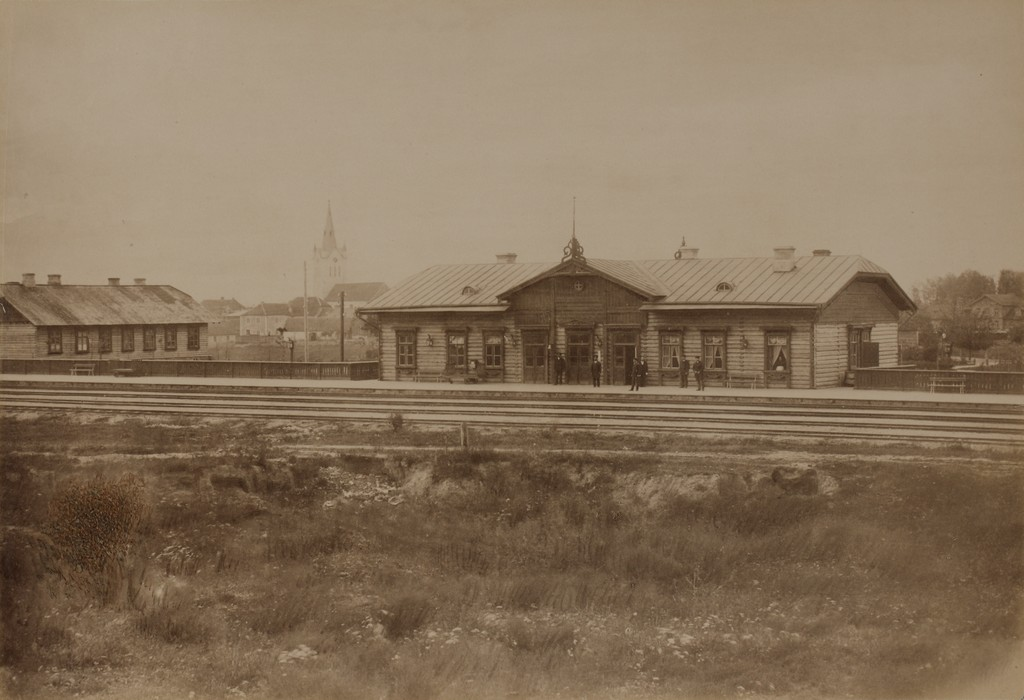
Stacja Wenden w 1890